# Тьялінг ван ден Бош
Тьялінг ван ден Бош (англ. Tjalling van den Bosch; нар. 28 жовтня 1958, Нідерланди) — колишній голландський стронгмен, відомий під прізвиськом «Чарлі». Брав участь у таких змаганнях як Найсильніша людина світу (у 1990 році, посівши 7 місце) та у змаганні за звання Найсильнішої людини Нідерландів (у 1989 році став переможцем).
Т'ялінґ вивчав психологію у Фінляндії, пробував свої сили як професійний гравець у футбол, займався ковзанярським спортом та біговими видами легкої атлетики. Окрім цього доволі відома особа на ТБ Нідерландів. Найвідоміша стрічка за його участі — «В яблучко», де він відзнімкувався разом з такими акторами як Роджер Мур та Майкл Кейн.